# Powiat Mikołowski
Der Powiat Mikołowski ist ein Powiat (Kreis) in der polnischen Woiwodschaft Schlesien mit der Kreisstadt Mikołów. Er hat eine Fläche von ca. 232 km², auf der rund 100.000 Einwohner leben.

## Städte und Gemeinden
Der Powiat umfasst drei Stadtgemeinden und zwei Landgemeinden:

### Stadtgemeinden
- Łaziska Górne (Ober Lazisk)
- Mikołów (Nikolai)
- Orzesze (Orzesche)

### Landgemeinden
- Ornontowice (Ornontowitz)
- Wyry (Wyrow)

## Politik
Die Kreisverwaltung wird von einem Starosten geleitet. Seit 2018 ist dies Mirosław Duży von der Koalicja Obywatelska.

### Kreistag
Der Kreistag besteht aus 21 Mitgliedern, die von der Bevölkerung gewählt werden. Die turnusmäßige Wahl 2024 brachte folgendes Ergebnis:
- Koalicja Obywatelska (KO) 22,7 % der Stimmen, 5 Sitze
- Prawo i Sprawiedliwość (PiS) 21,7 % der Stimmen, 5 Sitze
- Bürgerwahlkomitee „Lokale Verwaltung“ 19,3 % der Stimmen, 4 Sitze
- Wahlkomitee „Lokales Verwaltungsforum für den Powiat Mikołowski“ 16,9 % der Stimmen, 4 Sitze
- Trzecia Droga (TD) 13,2 % der Stimmen, 3 Sitze
- Konfederacja, PJJ und unabhängige lokale Verwaltungen 6,2 % der Stimmen, kein Sitz

Die turnusmäßige Wahl 2018 brachte folgendes Ergebnis:
- Prawo i Sprawiedliwość (PiS) 22,7 % der Stimmen, 5 Sitze
- Bürgerwahlkomitee „Lokale Verwaltung“ 22,6 % der Stimmen, 6 Sitze
- Koalicja Obywatelska (KO) 19,5 % der Stimmen, 5 Sitze
- Wahlkomitee „Lokale Verwaltung Oberschlesiens“ 11,2 % der Stimmen, 2 Sitze
- Wahlkomitee für die Gemeinden und den Powiat 11,0 % der Stimmen, 2 Sitze
- Wahlkomitee „Lokale Verwaltung für den Powiat Mikołowski“ 8,6 % der Stimmen, 1 Sitz
- Wahlkomitee für effektives Wählen 3,9 % der Stimmen, kein Sitz
- Übrige 0,5 % der Stimmen, kein Sitz